# Reformismusstreit
Le Reformissmusstreit ou querelle réformiste est un débat interne au Parti social-démocrate d'Allemagne (SPD) provoqué par la publication des théories réformistes d'Eduard Bernstein dans la revue Die Neue Zeit entre 1896 et 1898 puis dans son ouvrage Les présupposés du socialisme. Bernstein prône un dépassement des aspects révolutionnaires du marxisme au profit d'une approche graduelle de la transformation sociale : ses conceptions « révisionnistes » provoquent un vif débat au sein du SPD. Au cours de la décennie 1900, le débat s'est propagé à l'ensemble des mouvements socialistes européens. 

## Le contexte du débat: le SPD officialisé
À la suite de la promulgation de la Loi contre les socialistes (Sozialistengesetz), le 21 octobre 1878, le SPD est condamné à la clandestinité pendant près de treize ans. Le parti ne peut s’appuyer sur aucune organisation officielle hormis son groupe parlementaire au Reichstag. Ses structures militantes et ses journaux sont démantelés ou dissimulés. Les périodiques socialistes sont ainsi édités à l’étranger (notamment en Suisse) ou par des particuliers. 
Faute de pouvoir être relayées, les positions idéologiques du parti se radicalisent. Initialement né d’un compromis entre le « socialisme de la chaire » de Ferdinand Lassalle et le socialisme révolutionnaire de Karl Marx et August Bebel, il penche désormais clairement en faveur de cette seconde tendance : « La Loi a eu pour effet de radicaliser les masses ouvrières où l’idée de la lutte des classes gagne du terrain au détriment des conceptions lassalléennes ».
Cette radicalisation ne concerne pas que l’électorat. Formée en partie par Friedrich Engels, la nouvelle élite intellectuelle du parti se rallie ouvertement aux doctrines marxistes. Karl Kautsky fonde sa revue Die Neue Zeit en 1883 dans la continuité des Deutsch-französiche Jahrbücher de Marx. Eduard Bernstein assure aux côtés de Engels l’édition du corpus marxiste. 
En 1890, la Loi contre les socialistes est abrogée. Elle n’était pas parvenue à enrayer l’essor du parti qui représente désormais 20 % de l’électorat. En conséquence, le SPD se restructure afin d'assumer son nouveau rôle officiel. Dans cette optique, un congrès est organisé à Erfurt du 14 au 20 octobre 1891.
Kautsky et Bernstein sont choisis pour rédiger le programme du parti pour les prochaines années. Ce programme d'Erfurt reflète l’orientation marxiste de ses rédacteurs. La première partie, dite théorique, est élaborée par Kautsky. Elle reprend la plupart des grands thèmes du Capital : la concentration de la richesse par la classe possédante, l’aliénation du travailleur, la nécessité d’une lutte des classes sur tous les plans, à la fois politique, social et idéologique, la perspective d’une société future collectivisée,. La seconde partie, dite pratique, est développée par Bernstein. Moins ouvertement marxisante, elle  « contient les revendications démocratiques et de réformes sociales présentées par la Social-Démocratie depuis sa fondation ». On y trouve toute une série de résolutions politiques concrètes : protection des plus démunis, laïcité, égalité entre les hommes et les femmes… Malgré leur inspiration marxiste commune, ces deux parties s'avèrent assez contradictoires. Leur cohabitation entraîne, de fait, « une véritable scission entre la théorie et la pratique ».

## La renaissance du courant réformiste
Marginalisés à la suite de la Sozialistengesetz, les anciens militants de l'Association générale des travailleurs allemands (Allgemeiner Deutscher Arbeiterverein) de Ferdinand Lassalle diffusent de nouveau leurs théories réformistes sitôt le SPD ré-officialisé. Dès lors que le parti a la possibilité de mettre en œuvre sa politique, ce discours regagne une certaine crédibilité. Quatre mois avant le congrès d'Erfurt, Georg von Vollmar donne toute une série de discours à Munich en faveur d'un socialisme concret. Il « envisage une coopération avec les forces bourgeoises progressistes » afin d'obtenir des avancées réelles sur les droits civiques et sociaux. 
Les positions de Vollmar sont peu appréciées, voire critiquées lors du congrès qui consacre l'approche marxiste de Kautsky et Bernstein. Cependant Vollmar n'est pas désavoué. August Bebel souligne qu'il ne fait que théoriser que ce que le parti met effectivement en pratique depuis ses origines. Cette Realpolitik prudente est justifiée par la « croissance du parti » qui a cessé d'être « une secte sans représentation et sans responsabilité ». Toutefois la systématisation de cette prudence et la dissipation de l'horizon révolutionnaire est très risquée à long terme : « Si nous écartons dans un lointain brumeux notre but splendide en soulignant que les générations futures seulement pourront l'atteindre, c'est à juste titre que la masse nous échappera ». Bref, si Bebel dénonce le réformisme c'est avant tout en raison de considérations pratiques : « Vollmar enlevait au parti son enthousiasme, sans lequel un parti comme le nôtre ne peut vivre ». Dans une lettre adressée à Victor Adler peu après le Congrès, il admet que le réformisme gagne du terrain, mais il escompte que les lois historiques implacables de la lutte des classes y pallieront : « Mon seul espoir réside dans le fait que l'ordre des choses et la puissance de l'évolution sont plus fortes que la volonté des chefs, et que la poussée d'en bas se manifestera au moment opportun, si les dirigeants freinent trop visiblement ».
Légèrement conforté, Vollmar continue de défendre sa tendance en publiant plusieurs articles dans des grands quotidiens bavarois. Si le réformisme de Vollmar ne s'impose pas à un échelon national, il convainc à un échelon local. Le 1er juin 1894, les élus sociaux-démocrates de Bavière rompent avec leur politique d'opposition systématique en votant le budget du Land. Au cours des années qui suivent, le SPD bavarois poursuit son intégration dans le jeu politique en se rapprochant du Zentrum chrétien-démocrate. En 1899, ce rapprochement devient une alliance électorale en bonne et due forme contre le Parti national-libéral. Ce faisant, les sociaux-démocrates gagnent six nouveaux représentants au Reichstag.
Le courant réformiste ne se cantonne pas à la Bavière. Dans plusieurs autres états (Hesse, Bade…), les sociaux-démocrates acceptent de voter les budgets. À partir de 1897, les réformistes disposent de leur propre organe de presse, les Sozialistiche Monatshefte. Cette publication mensuelle vient directement concurrencer Die Neue Zeit, l'hebdomadaire marxiste de Karl Kautsky qui dispose du statut de périodique intellectuel officiel du SPD.

## Le réformisme marxiste d'Eduard Bernstein
Le socialisme réformiste de Vollmar ne représente pas une tendance nouvelle. Il préexiste au marxisme : dès les années 1830, philanthropes et organisations ouvrières préconisent des améliorations concrètes des classes prolétarisés, sans jamais s'inscrire dans la perspective d'un remplacement de la société bourgeoise par une société communiste ou socialiste. Il n'a été que temporairement marginalisée par la Sozialistengesetz et reprend de l'ampleur dès lors que les conditions politiques sont plus favorables. Or, à partir des années 1890, on assiste à l'avènement parallèle d'un second réformisme, entièrement original, le réformisme marxiste d'Eduard Bernstein.
Bernstein est considéré comme l'un des principaux théoriciens marxistes de la fin du XIXe siècle. Proche d'Engels, il participe avec celui-ci et Kautsky à l'entreprise d'édition et de mise en forme du corpus marxiste. Exilé pendant près de vingt ans en Angleterre, Bernstein est également sensible aux évolutions récentes du système capitaliste et de la classe ouvrière. Il s'intéresse notamment aux théories gradualistes de la Fabian Society, qui ne lui paraissent pas contradictoires avec la méthodologie marxiste. L'ensemble de ces observations l'amène à concevoir une nouvelle forme de réformisme qui, à la différence de celui de Vollmar, ne se veut pas tant politique et pratique qu'épistémologique et théorique.
Si, pour Bernstein, le marxisme est bien scientifique, il n'est en aucun cas dogmatique. À l'instar du darwinisme, il propose des « éléments empiriquement vérifiables » qui doivent être constamment réévaluées. Or, les données socio-économiques des années 1890 ne correspondent plus aux observations initiales de Marx. Bernstein souligne ainsi que « la paysannerie ne s'effondre pas ; la classe moyenne ne disparaît pas ; les crises ne s’amplifient pas ; la misère et le servage ne s’étendent pas. Il y a par contre effectivement une augmentation de l’insécurité, de la dépendance, de la distance sociale, de la socialisation de la production, de la surabondance fonctionnelle de la classe possédante. ».
En conséquence, l'État socialiste ne saurait être le produit d'un soulèvement des classes prolétarisées. Il ne peut advenir que progressivement, via une révision graduelle de l'État bourgeois. Plus avancée que son équivalent allemand, la social-démocratie anglaise a déjà saisi cette donne nouvelle : « Aucun socialiste faisant usage de sa raison ne rêve aujourd'hui d'une victoire imminente du socialisme grâce à une révolution violente — nul ne rêve d'une conquête rapide du Parlement par un prolétariat révolutionnaire. Par contre, l'on compte de plus en plus sur le travail concret dans les municipalités et autres institutions autonomes. Au mépris initial pour le mouvement syndical et coopératif s'est substitué une adhésion grandissante ». La stratégie politique du SPD et, en fait, de n'importe quel parti socialiste, doit suivre ce modèle pragmatique. La rhétorique révolutionnaire doit être abandonnée au profit d'un ralliement complet aux institutions démocratiques. L'organisation politique interne du parti doit également s'adapter ; le SPD n'étant plus seulement le parti du prolétariat, mais le parti du peuple. 
Bref, Bernstein délaisse la perspective d'une révolution définitive au profit d'un processus graduel : « le but, quel qu'il soit, ne signifie rien pour moi, le mouvement est tout ». La perspective d'une révolution plus ou moins proche lui paraît incertaine voire irrationnelle. Il préfère se reposer sur des garanties immédiates : « les succès durables [de la social-démocratie] dépendent plus d'une série d'avancées continues que des possibilités offertes par un effondrement catastrophique ». 
À partir de 1896, Edouard Bernstein commence à exposer ses vues hétérodoxes dans Die Neue Zeit, la revue de Karl Kautsky. Il conçoit une série d'articles intitulés ou sous-titrés  Problèmes du socialisme (Probleme des Sozialismus) qui insistent notamment sur la disjonction accrue entre idéologie et pratique. En janvier 1899, il synthétise ces prises de position dans Les Prémices du socialisme (Die Voraussetzungen des Sozialismus). Cet ouvrage théorique rencontre un franc succès. Il est réédité neuf fois en Allemagne dans la décennie qui suit. En 1909, la première édition anglaise dresse un parallèle flatteur avec Darwin : le titre de l'ouvrage est traduit Evolutionary Socialism.

## Réception et diffusion du réformisme marxiste
Karl Kautsky réagit rapidement aux nouvelles théories de son ancien condisciple. En 1899, il publie plusieurs articles dans Die Neue Zeit qui défend la position pragmatique du SPD. Il s'accorde à penser que la révolution directe n'est pas envisageable, du moins à court terme. Par contre, il souligne l'importance et la nécessité d'un processus révolutionnaire, qui sape progressivement, de l'intérieur, les bases de l'État bourgeois. Entre la compromission pragmatique et la violence idéologique, il existe une tierce voie : celle de la contre-société qui pose discrètement les bases de la société future. À cette occasion, Kautsky résume sa position en une formule devenue célèbre : « Le SPD est un parti révolutionnaire mais non pas un parti qui fait la révolution. ». L'opposition théorique entre Kautsky et Bernstein devient suffisamment prononcée pour provoquer une rupture personnelle durable. En mars 1900, le nom de Bernstein disparaît de la page de garde de Die Neue Zeit.
À partir de 1898, la jeune théoricienne marxiste Rosa Luxemburg publie une série d'articles pour s'opposer aux conclusions de Bernstein, qu'elle regroupe en 1899 dans le livre Réforme sociale ou Révolution ?. Contestant l'exactitude d'un certain nombre de données et d'hypothèses de Bernstein, elle y affirme la nécessité du « but final du socialisme », et elle considère que « renoncer à la lutte pour le socialisme, c’est renoncer en même temps au mouvement ouvrier et à la démocratie elle-même. »

### Les congrès du SPD
Du 9 au 17 octobre 1899, le SPD réunit son congrès national à Hanovre. La question réformiste préoccupe la plupart des intervenants. Rosa Luxemburg se fait remarquer par ses prises de position radicales contre Georg de Vollmar. August Bebel s'oppose clairement au réformisme dans un exposé consacré aux Attaques contre les principes et les prises de position tactiques du parti. Les représentants du parti sanctionnent ce rejet par 21 voix contre 216.
Ce vote sans ambiguïté n'empêche ni le maintien, ni la diffusion des idées réformistes. Le débat resurgit, sous des formes nouvelles à chacun des trois congrès suivants. A Lübeck, du 22 au 28 septembre 1901, l'on s'interroge sur les votes des budgets régionaux, couramment pratiqués par les sociaux-démocrates bavarois depuis plusieurs années. La motion adoptée constitue une sorte de désaveu pratique des positions théoriques du congrès de Hanovre : le parti autorise exceptionnellement les votes des budgets. En outre, « un signe manifeste de cette attitude qui tente de concilier l'irréconciliable, est le fait qu'Eduard Bernstein, tout comme la plupart des autres révisionnistes et réformistes reste membre du SPD ». Ces incertitudes perdurent au congrès de Munich l'année suivante. Le statut officiel de la revue Die Neue Zeit est remis en question, dans la mesure où sa ligne éditoriale ne représente qu'une tendance, certes majoritaire, du parti. La direction confirme ce statut, mais ne remet pas en cause l'existence de revues réformistes telles que les Sozialistische Monatshefte. Ce malaise persistant amène le SPD à se prononcer de nouveau contre le réformisme, lors du congrès de Dresde en 1903. Celui-ci est condamné avec une majorité plus importante qu'en 1901 ce qui paraît clore, pour un temps, le débat.